# Transportes em Ribeirão Preto

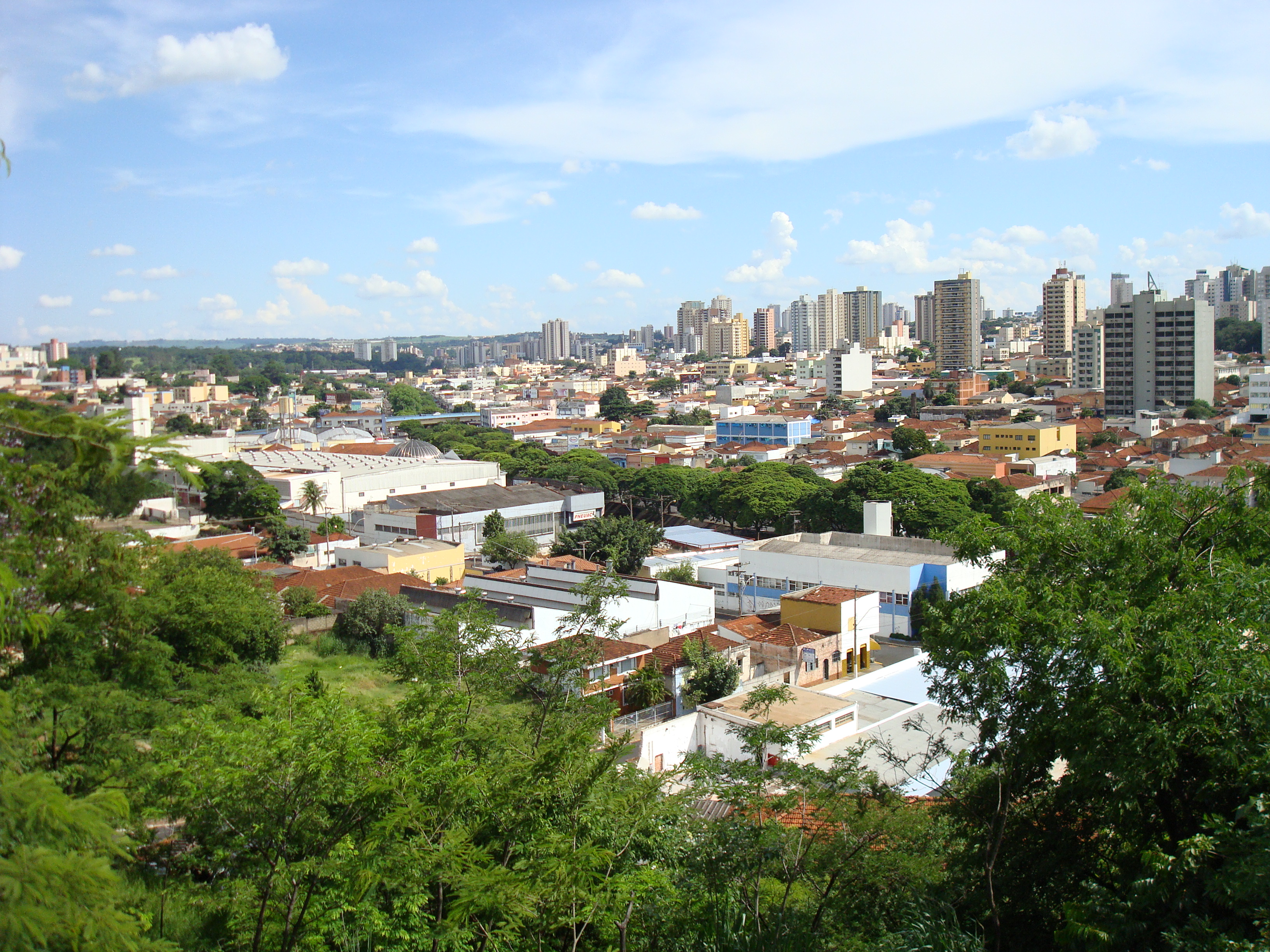
Vista parcial de Ribeirão Preto a partir do mirante do bosque municipal.

Transporte e logística em Ribeirão Preto, município brasileiro localizado no interior do estado de São Paulo.
Atualmente a malha ferroviária, que já foi muito importante para o município no passado, encontra-se desativada para o transporte de passageiros, mas ativa para o transporte de cargas, tendo como operadora a Ferrovia Centro Atlântica (FCA). Há alguns projetos que visam a volta deste sistema no município para o transporte de passageiros.
Ribeirão Preto possui dois terminais de petróleo, sendo um deles administrado pela Petrobras, com a presença da Texaco, Esso, Shell e Ipiranga e um outro, denominado Condomínio de Dutos Pólo Ribeirão Preto, que atende as Bases Primárias de Distribuição das empresas Petroball Distribuidora de Petróleo, Redepetro Distribuidora de Petróleo, Tower Brasil Petróleo e Ruff CJ Distribuidora de Petróleo.
O etanolduto que será construído pelo consórcio Petrobras Biocombustível - Mitsui-Camargo Corrêa', terá um terminal em Ribeirão Preto, sendo que as obras serão feitas entre São Paulo e Minas Gerais. O trecho vai ligar Uberaba ao Porto de São Sebastião (litoral paulista), passando por Ribeirão Preto e Paulínia.
Além do etanolduto da Petrobras, as empresas Cosan, Crystalsev, Copersucar e Allicom, criaram a empresa Uniduto que vai construir dois ramais de etanolduto no estado de São Paulo, sendo um entre Ribeirão Preto e Paulínia. A Lógum Logística - empresa criada pela Petrobras e parceiras para armazenamento e transporte de etanol - concluiu a construção de um centro coletor em Ribeirão Preto e um duto de 24 polegadas e 207 quilômetros de extensão, que ligará Ribeirão e Paulínia, tendo início da operação prevista para o primeiro semestre de 2013.
O mês de março de 2013 ficará marcada na história de Ribeirão Preto, pois foram anunciados os maiores investimentos viários já vistos no município, diversos complexos, intervenções e construções (12 viadutos, 04 pontes, 02 túneis e 04 passarelas), que mudaram para sempre a estrutura urbana da cidade. O Governo Estadual bancará uma mega obra no Trevo Waldo Adalberto da Silveira, conhecido como Trevão de Ribeirão, no km 307,5 da Rodovia Anhanguera (SP 330), serão investidos R$ 150 milhões, que resultará na remodelação do acesso que é considerado a principal porta de entrada de Ribeirão Preto, prevê a construção de oito viadutos, 20 alças de acesso, passarelas e ciclovias.
O Governo Federal destinou recursos da ordem de R$ 350 milhões, através do PAC (Programa de Aceleração do Crescimento) II Mobilidade Médias Cidades, dos quais aproximadamente R$ 278,8 milhões serão destinados à implantação dos corredores estruturais do transporte coletivo nos eixos Norte/Sul e Leste/Oeste. Diversas intervenções em obras melhorarão o trânsito. As mesmas são chamadas obras de arte (viadutos, pontes e túneis). Com estes recursos do PAC da Mobilidade, estão programadas as seguintes obras abaixo:
- Viaduto na Av. Jerônimo Gonçalves com a Av. Francisco Junqueira;
- Ponte interligando as Ruas José Bonifácio e Paraíba, sobre o Córrego Retiro Saudoso;
- Ponte interligando as Ruas Tamandaré e Visconde de Inhaúma, sobre o Córrego Retiro Saudoso;
- Ponte interligando as Ruas Barão do Amazonas e Benjamin Constant, sobre o Córrego Retiro Saudoso;
- Passarela interligando a Rodoviária ao Mercado Municipal/Centro Popular de Compras, sobre a Av. Jerônimo Gonçalves;
- Túnel interligando a Av. Antônio Diederichsen à Av. Presidente Vargas;
- Túnel interligando a Av. Presidente Vargas à Av. Independência;
- Viaduto na Av. Brasil sobre a Av. Thomaz Alberto Whately;
- Viaduto na Av. Brasil sobre a Av. Mogiana;
- Ponte na Av. Antônia Mugnato Marincek, sobre o Córrego das Palmeiras;
- Viaduto interligando a Av. Antônio Diederichsen à Av. Maria de Jesus Condeixa, sobre a Av. Francisco Junqueira;
- Adequação do complexo viário na interligação das Avenidas Nove de Julho, Portugal e Antônio Diederichsen.

## Transportes

### Aeroporto

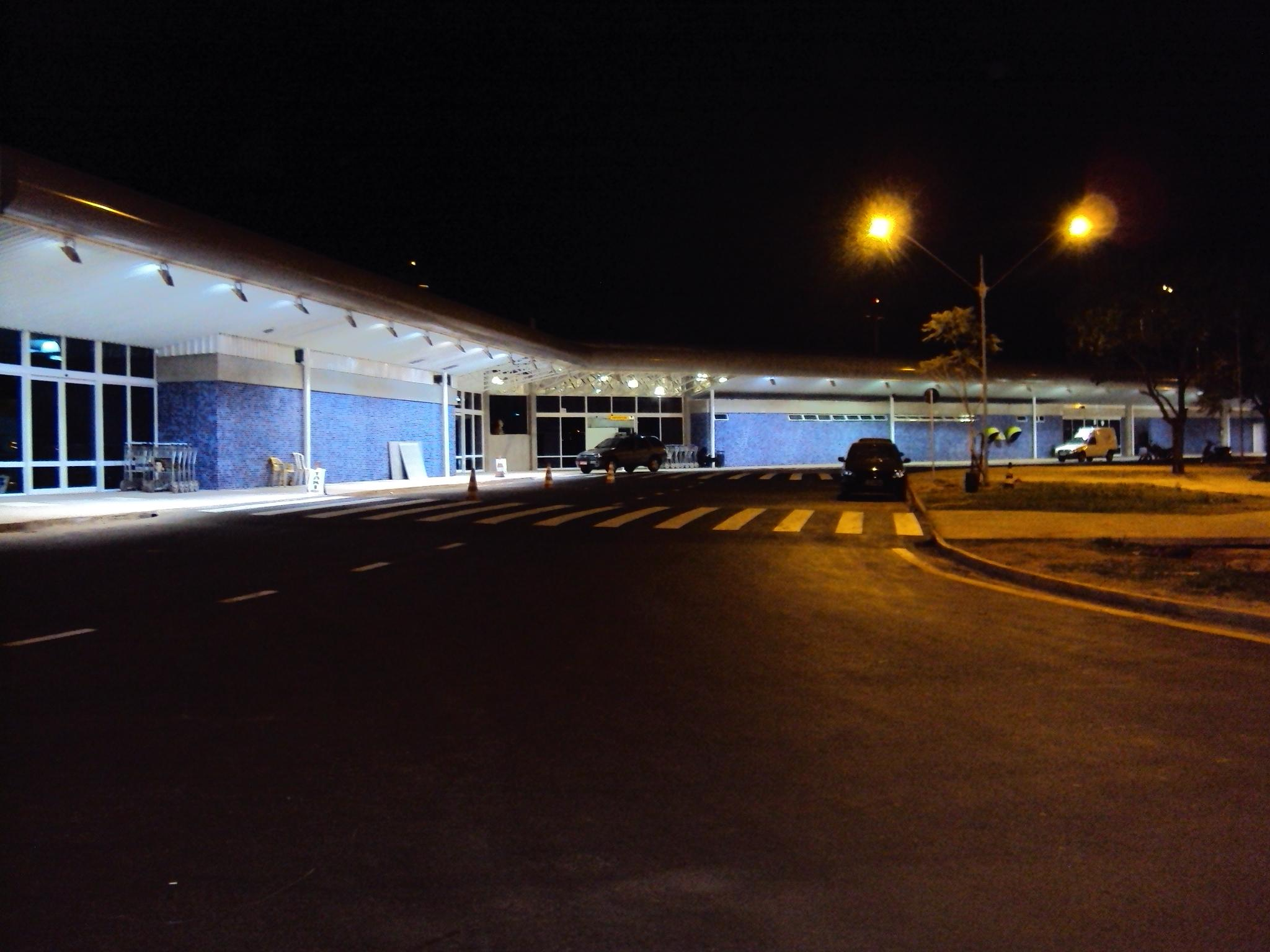
Aeroporto Leite Lopes de Ribeirão Preto

Aeroporto de Ribeirão Preto Dr. Leite Lopes

### Rodoviário

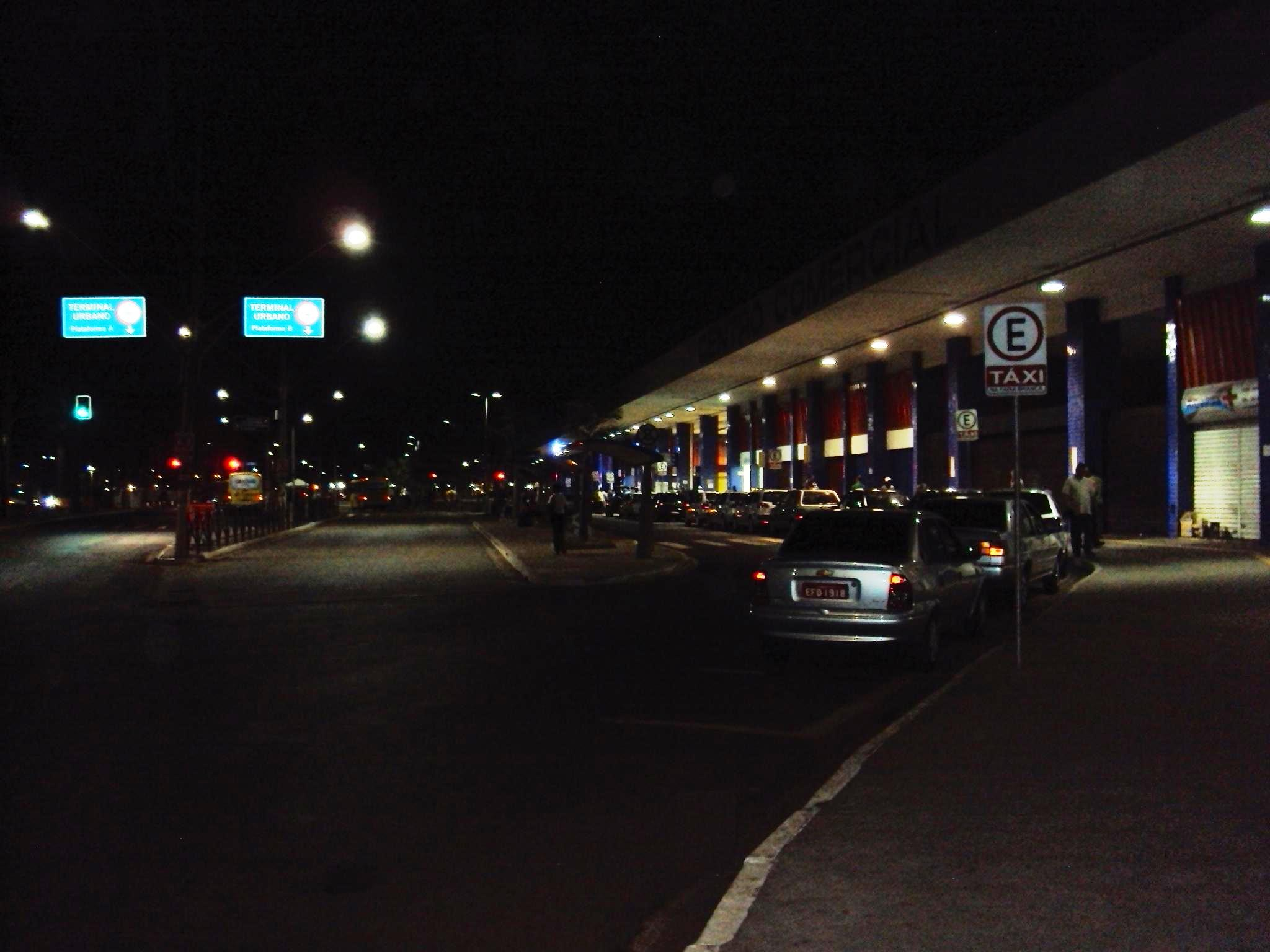
Terminal Rodoviário de Ribeirão Preto

### Urbano

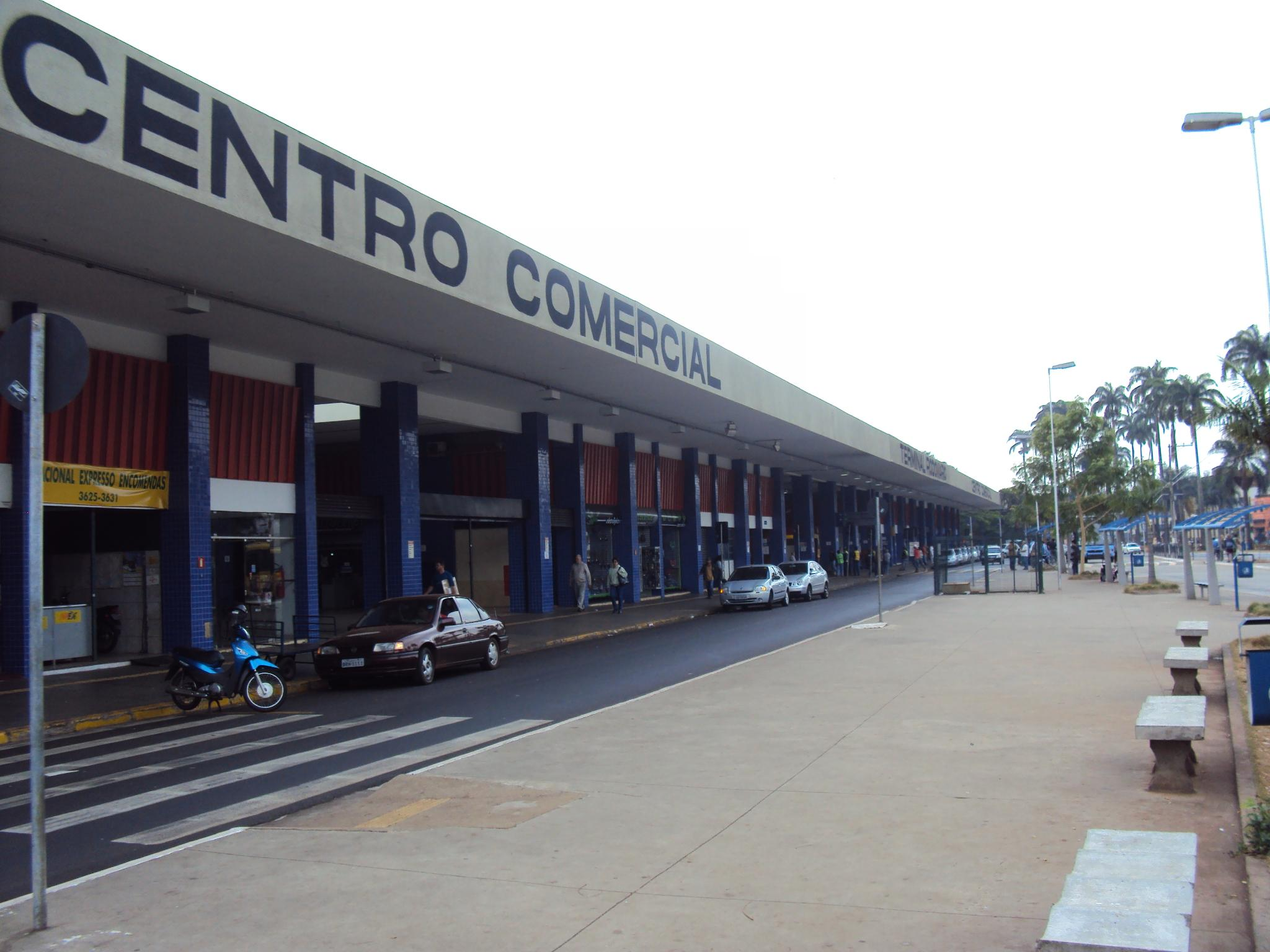
Terminal Rodoviário de Ribeirão Preto, o melhor do Brasil em 2010

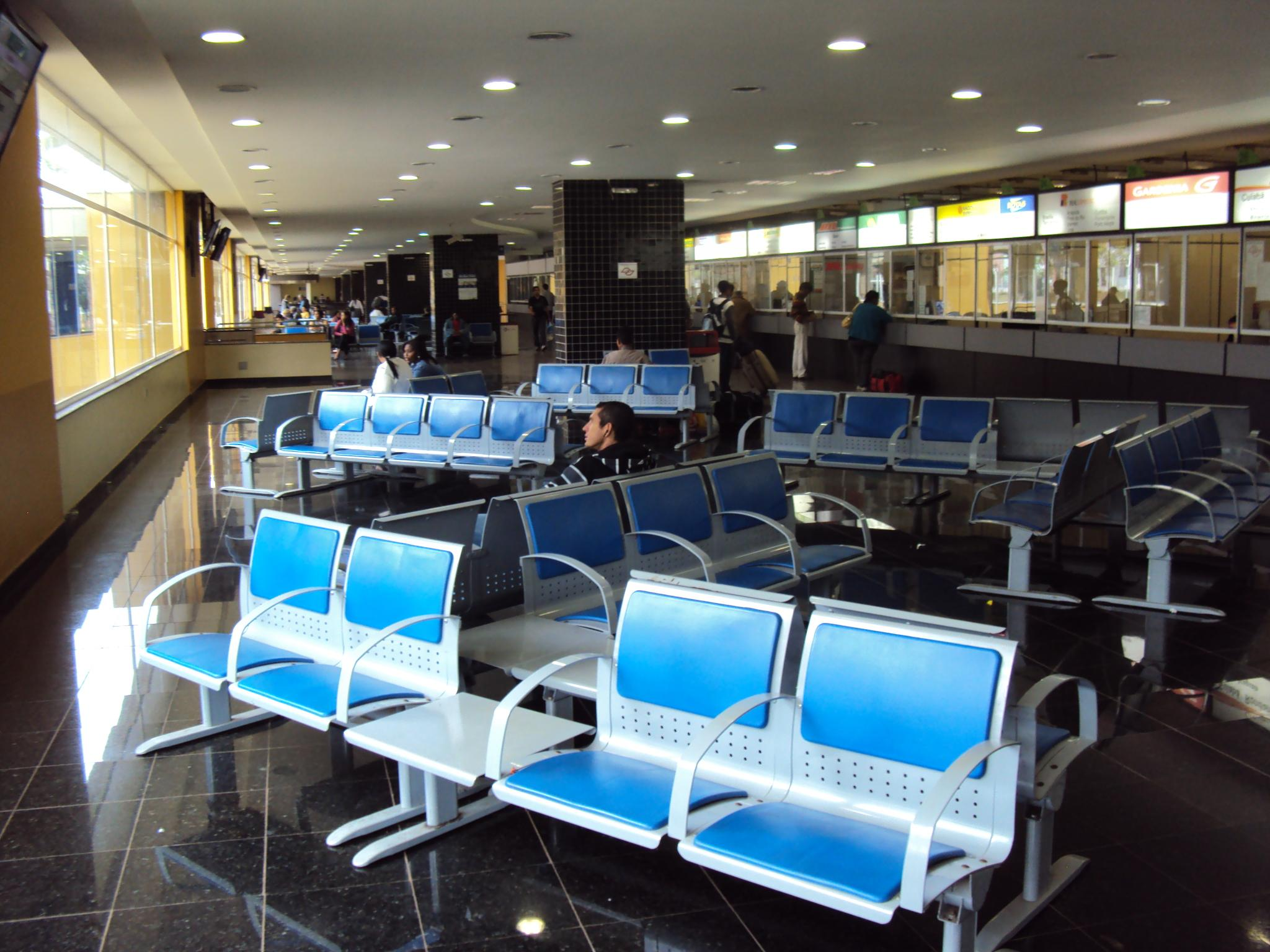
Terminal de Passageiros - Rodoviária de Ribeirão Preto

Modernização do Transporte Coletivo
As permissionárias do transporte público de Ribeirão Preto, estarão investindo cerca de R$ 2 bilhões nos próximos anos. Com objetivo de melhorar a qualidade do transporte municipal, serão recuperados 220 abrigos metálicos, será implantado sistema de monitoramento, em tempo real, da frota (ônibus, vans e micro-ônibus) através de sistema de GPS, compra de 30 novos ônibus adaptados para deficientes físicos, substituição dos equipamentos de bilhetagem eletrônica, instalação de 200 abrigos novos.
O novo sistema de transporte coletivo que implantado em Ribeirão Preto, em 2012, obteve subsídios da prefeitura para baratear o valor da tarifa, a proposta em estudo prevê a instalação de dois terminais centrais, um próximo à praça XV e outro no entorno da rodoviária, além da instalação de nove miniterminais nos bairros. Estão previstos também a instalação de dois miniterminais de transbordo próximos à Catedral. A proposta prevê ainda a implantação de quatro corredores estruturais no sentido norte-sul e leste-oeste. Incluindo o aumento do número de carros que deverá passar dos atuais 346 para 394 e o sistema Leva e Traz será integrado na licitação para atender a periferia da cidade. Esta previsto também 61 ônibus sistema Padron, com três portas e ar-condicionado, além de todos os veículos serem obrigatoriamente adaptados para o transporte de deficientes.
O que muda com a implantação da nova rede de transporte coletivo.
- Concessão da gratuidade para estudantes das redes municipal e estadual de Educação;
- Implantação de tarifa única;
- Retorno do cobrador nas estações de embarques;
- Ampliação de frota em [4] diversas linhas;
- Criação de sete linhas novas;
- Criação de 4 (quatro) corredores diametrais;
- Criação de duas linhas Circulares;
- Criação de duas linhas Perimetrais;
- Criação e adequação de linhas alimentadoras (Leva e Traz), com ampliação dos seus quadros de horários;
- Utilização de ônibus zero quilômetro, com sistema de ar forçado, três portas largas, sendo uma delas com elevador para usuários de cadeira de rodas, com destaque para os do tipo padron, nas linhas estruturais, com maior capacidade, conforto e segurança;
- Construção de dois 2 (dois) terminais na Área Central;
- Construção de 8 (oito) estações de integração nos bairros;
- Implantação de 40 km de corredores estruturais;
- Controle da operação através de sistema de monitoramento remoto, por GPS, e da instalação de câmeras em toda a frota e nos terminais;
- Implantação de sistema de informação ao passageiro (SIP), promovendo ampla divulgação da rede de transporte através de diversos meios de comunicação com os usuários;
- Melhoria das facilidades de acesso e de utilização dos cartões eletrônicos mediante a ampliação do número de lojas de atendimento e dos postos de recarga;
- Atendimento qualificado para os passageiros preferenciais, contemplando criação de código de conduta, treinamento periódico para os operadores, campanhas de esclarecimento à população, identificação dos assentos e sistema de identificação das linhas para deficientes visuais;
- Implantação do novo regulamento do transporte coletivo, como importante instrumento de gestão;
- Criação de sistema de indicadores e metas para monitoramento da qualidade do serviço prestado.

Empresas de ônibus metropolitanas que atendem cidades do entorno de Ribeirão Preto

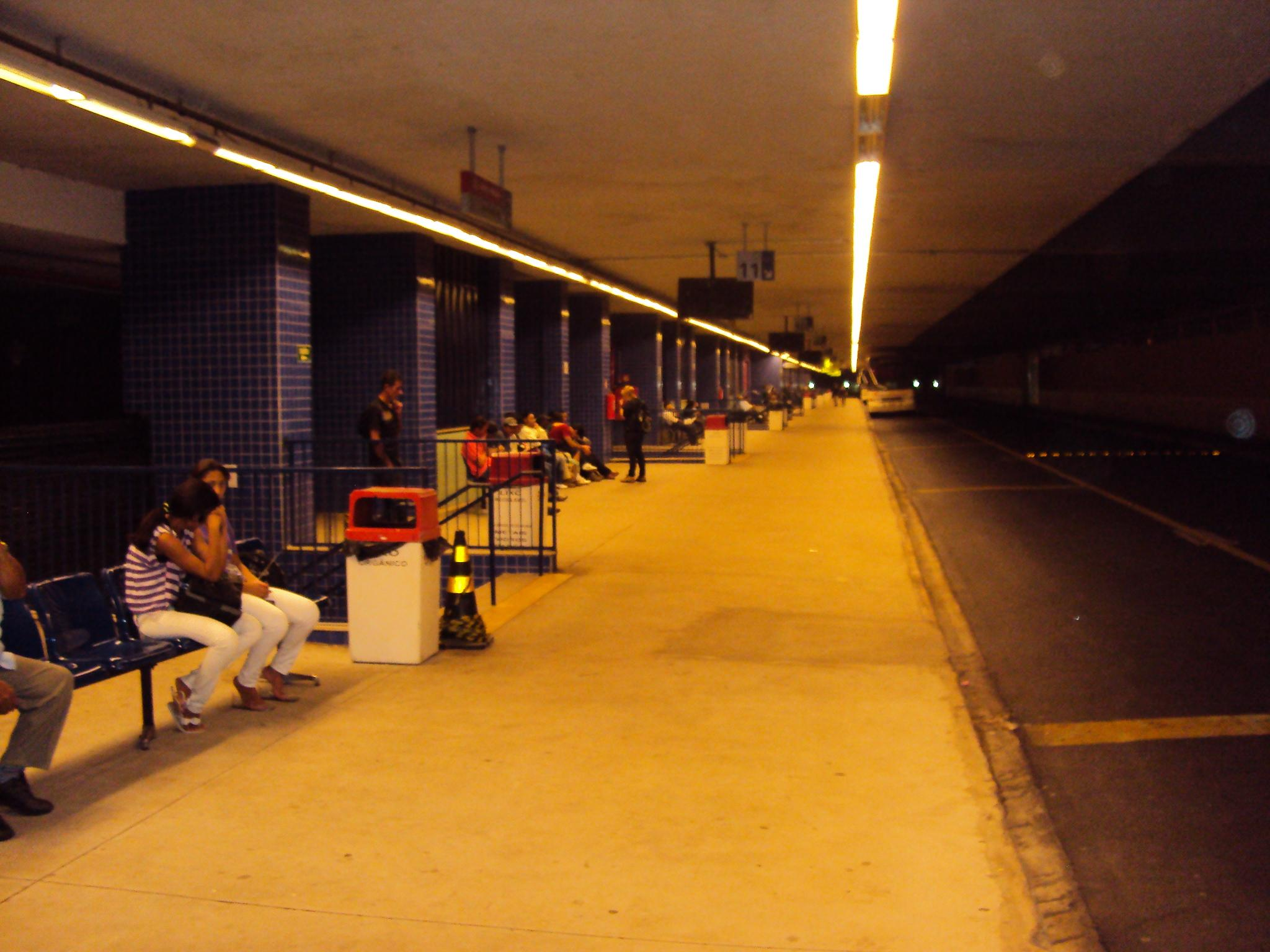
Terminal Submetropolitano - Rodoviária de Ribeirão Preto

- São Bento - Serrana, Serra Azul, Altinópolis, Batatais, Brodowski, Barrinha, Sertãozinho, São Joaquim da Barra e Orlândia.
- Rápido d'Oeste - Sertãozinho, Pontal, Cravinhos, São Simão, Luiz Antônio, Santa Rosa de Viterbo, Tambaú, Pitangueiras, Viradouro, Morro Agudo, Cândia e Cruz das Posses.
- Petito - Sertãozinho, Dumont, Pradópolis, Guatapará e Guariba.
- Itamarati - Sertãozinho, Jaboticabal, Bebedouro, Taquaritinga e Monte Alto.
- Ribe Transporte - Jardinópolis e Jurucê.

### Rodovias

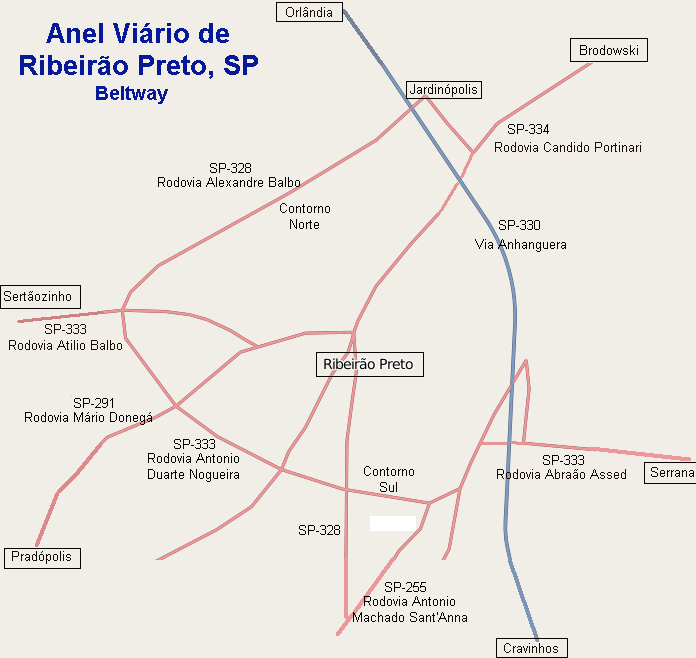
Anel viário completo de Ribeirão Preto

O município é um dos maiores entroncamentos rodoviários do Estado de São Paulo, passando diversas rodovias. Algumas das mais importantes para o município são:
- SP-255 - Rodovia Antônio Machado Sant'Anna - Araraquara / São Carlos;
- SP-291 - Rodovia Mario Donega - Dumont / Pradópolis;
- SP-322 - Rodovia Attilio Balbo e Rodovia Armando Salles de Oliveira - Sertãozinho;
- SP-328 - Rodovia Alexandre Balbo - Anel Viário Norte;
- SP-328 - Rodovia Prefeito Antônio Duarte Nogueira - Anel Viário Sul;
- SP-330 - Rodovia Anhanguera - sentido norte: Brasília - Triângulo Mineiro / sentido sul: São Paulo-Campinas;
- SP-333 - Rodovia Abrão Assed - Cajuru;
- SP-334 - Rodovia Cândido Portinari - Batatais / Franca.

Ribeirão Preto foi o primeiro município no Brasil a construir um anel viário para interligar as rodovias que cortam o município e desafogar o trânsito da região central.[carece de fontes?]